# Лягушкіно (Барановське сільське поселення)
Лягушкіно (рос. Лягушкино) — присілок Сафоновського району Смоленської області Росії. Входить до складу Барановського сільського поселення.
Населення — 36 осіб (2007 рік). 